# 無當飛軍
無當飛軍，是蜀漢諸葛亮利用南中原住民建立的一支部隊。

## 歷史
建興三年（225年）南中平定戰結束後，諸葛亮徵召原住民的士兵加入蜀國的正規軍，以避免引起雲南社會不穩，軍隊的經費則由當地豪強負責籌募。據東晉常璩《華陽國志》記載：「亮以夷多剛狠，不賓大姓豪強，乃勒令出金帛，聘策惡夷為家部曲，得多者欒世襲官。於是夷人貪貨物，以兼服屬於漢，成夷漢部曲。」可見孔明以「以夷制夷」的方法使原住民安於蜀漢的統治之下。為了徹底避免南方割據勢力再起，諸葛亮亦大舉移動南中士卒，青羌萬餘家戶到蜀地，於是便組成了共五部無當飛軍。而其命名可見《華陽國志》卷4《南中志》所載：「移南中勁卒青羌萬餘家於蜀，為五部，所當無前，號為飛軍」。

## 戰功
太和二年（228年），無當飛軍被派遣參與街亭之戰，擊退追擊馬謖之魏將張郃。後來當時的裨將軍王平由於在街亭之役中表現出色而獲諸葛亮升為參軍，統領無當飛軍五部。至建興九年（231年），諸葛亮進行第四次北伐，王平率領只佔魏軍兵力的二十分之一的三千名無當飛軍應對魏將張郃引來數萬大軍的進攻。王平堅守不動，及後指揮無當飛軍乘高佈勢射殺張郃。
另外，由於無當飛軍善於在山地作戰，所以常被用於討伐叛亂的原住民。延熙三年（240年），漢嘉（今四川雅安北面）的蠻夷反叛，蜀漢便派出向寵的宿衛兵出征。但宿衛兵的裝備不精良，結果向寵戰死，而後蜀漢調回無當飛軍才平定叛亂。在公元257年，姜維第八次北伐中原，張嶷與指揮的五千名無當飛軍為掩護主帥退卻全軍覆亡。而往後雖然無當飛軍在防守陽平關等戰役中建立軍功，但無當飛軍已不是一個整體。

## 軍隊組成
無當飛軍的成員可分為兩部分，一部分是精於射術的南中夷族。另一部分就是青羌族。前者包括叟、笮、炯及百璞等民族，即現在的彝族及布朗族等雲南原住民族，而後者為自古有修築碉樓習慣、善於守禦的氐羌和冉馳人。